# Petersdorff (Adelsgeschlechter)

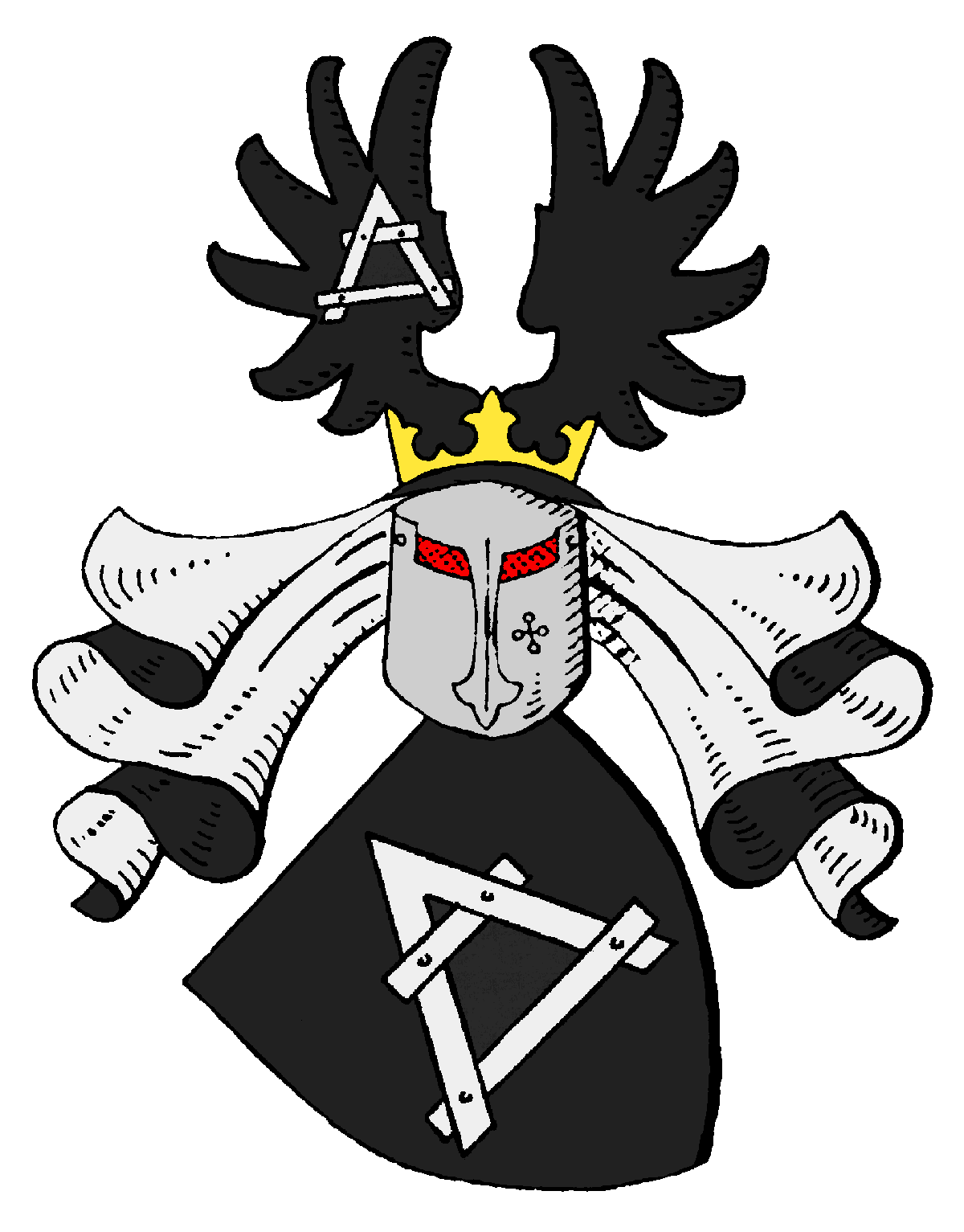
Wappen derer von Petersdorff (Brandenburg)

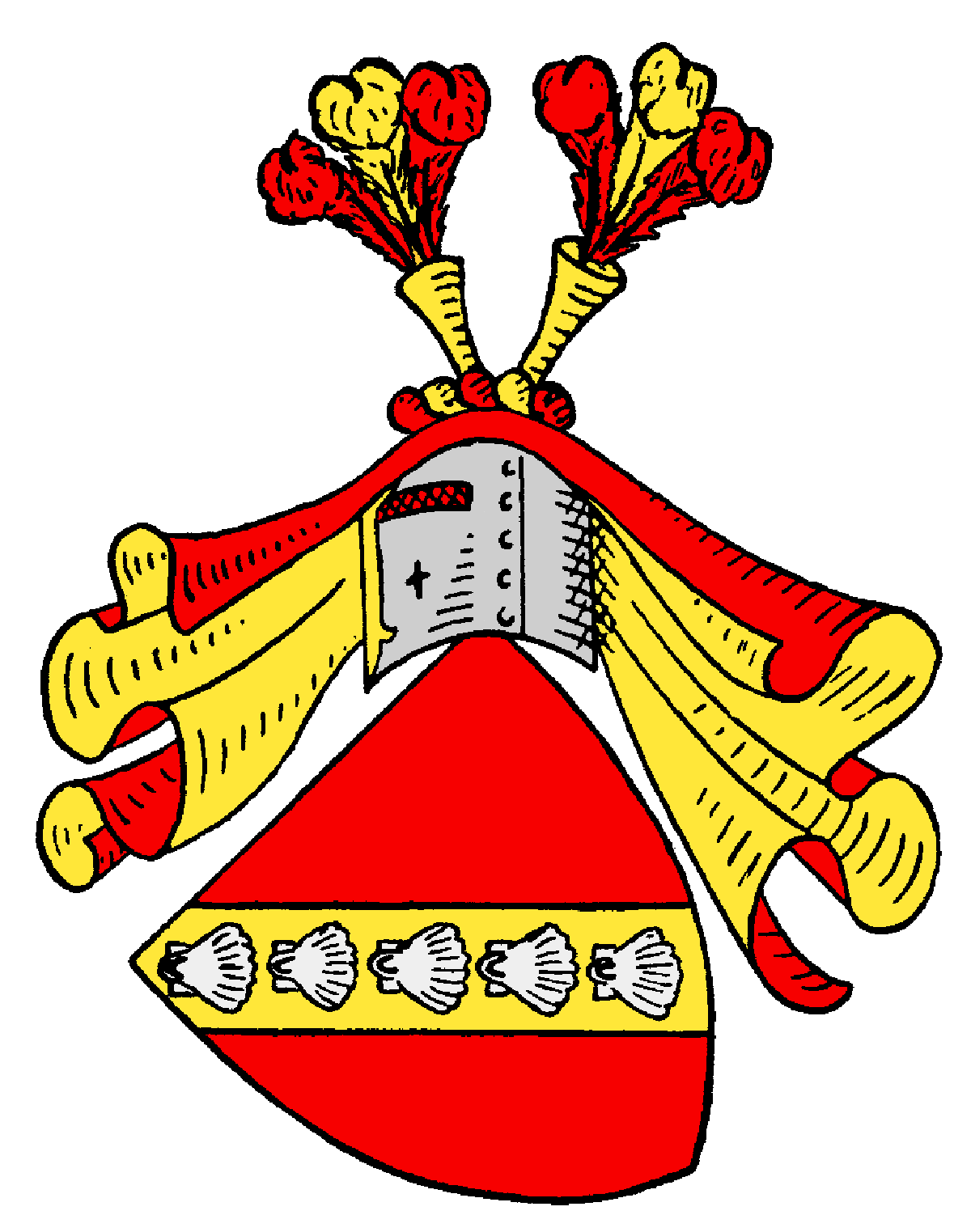
Wappen derer von Petersdorff (Pommern)

Petersdorff ist der Name zweier nicht stammverwandter und wappenverschiedener Adelsgeschlechter mit Stammheimat in der Mark Brandenburg bzw. im Herzogtum Pommern. Beide Geschlechter verbreiteten sich späterhin weitläufig u. a. nach Mecklenburg, Braunschweig, Preußen und Dänemark. Zweige der Familien bestehen gegenwärtig fort und sind seit 1904 bzw. 1968 in einem gemeinsamen Familienverband organisiert.

## Geschichte

### Das märkische Geschlecht Petersdorff
Die märkischen Petersdorff haben ihr mutmaßliches Stammhaus bei Lebus und wurden mit Heyno van Peterstorp zu Wittmannsdorf bei Templin am 15. Januar 1304 zuerst urkundlich genannt. Die durchgängige Stammreihe beginnt mit Peter Peterstorp, der im Jahre 1364 dem Domkapitel in Lebus sechs Hufen in Willmersdorf verkauft.
Für Leo von Petersdorff (1830–1904), dem seine Gattin Tusnelda von Campen (1836–1897), die Letzte des Geschlechts derer von Campen, 1863 die Erbgüter Kirchberg und Ildehausen im Kreis Gandersheim zutrug, erging in Neustrelitz am 16. Februar 1887 eine Mecklenburg-Strelitzsche Namensvereinigung von Petersdorff-Campen. Alle heute lebenden Angehörigen der Familie entstammen den genannten und heißen von Petersdorff-Campen.
Das Geschlecht hatte teilweise bis ins 19. Jahrhundert Güterbesitz in Brandenburg, Pommern, Mecklenburg, Schlesien und Lauenburg. Das Gut Kirchberg ist noch gegenwärtig im Familienbesitz.

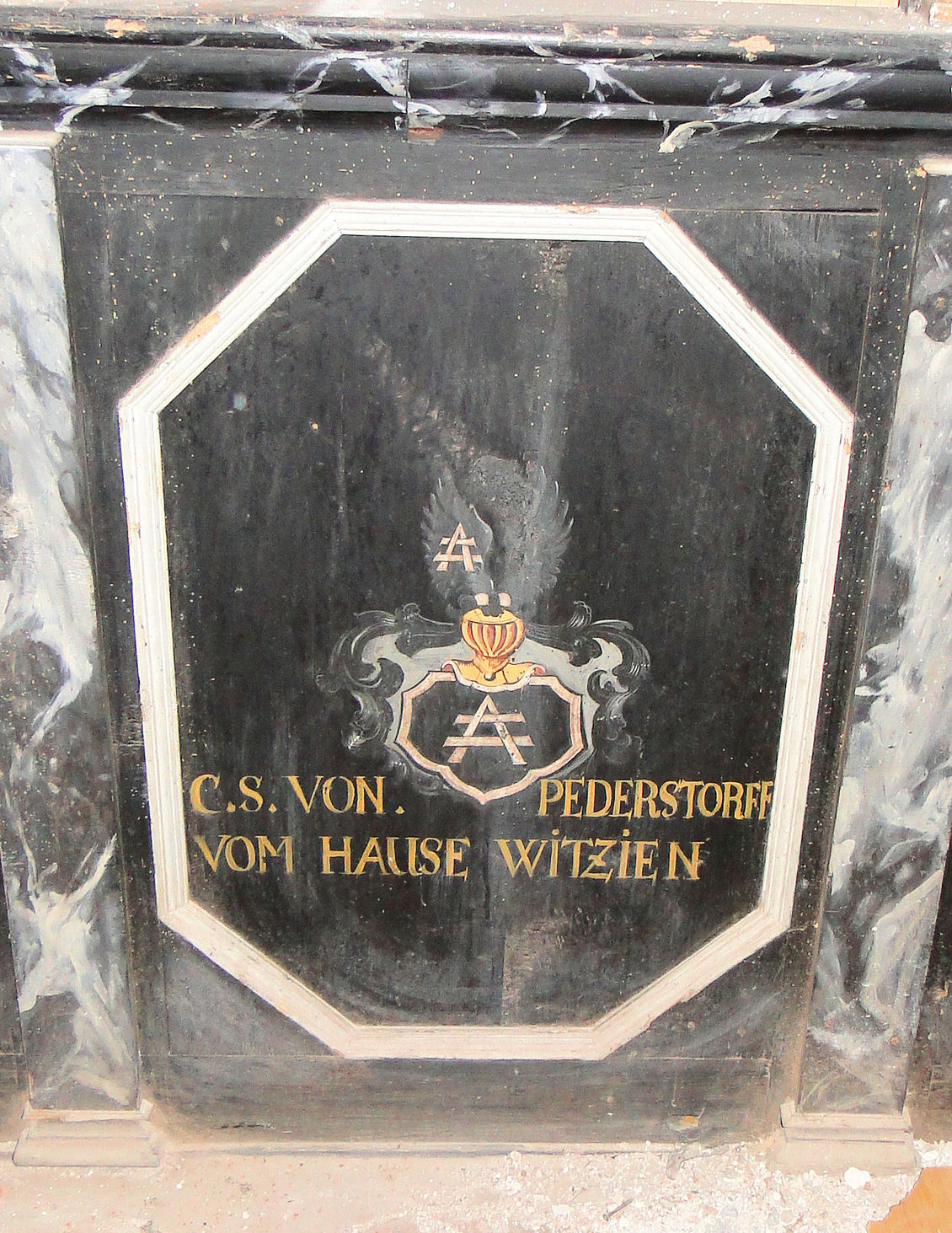
Wappen von Pederstorff an der Gebetsloge auf der Nonnenempore in der Dobbertiner Klosterkirche (2011)

In Mecklenburg haben sich die von Pederstorff in ihrer Gesamtheit über vier Generationen gelebt. Von hier sind sie 200 Jahre später weiter nach Westen und Süden gewandert. Da sie weder 1523 die Union der Stände unterschrieben, noch an der Zuweisung der Klöster 1572 teilgenommen haben, werden sie auch nicht dem eingeborenen Adel des Landes zugerechnet. Das Indigenat haben sie in dieser Zeit ausgeübt.
Zum 1. Mecklenburgischen Haus gehörte der vor 1630 in Ziesendorf bei Schwaan geborene Bogislav Ernst von Petersdorff, der 1660 Brüel erwarb. Am 12. Februar 1658 heiratete er in Brüel die aus Bibow stammende Anna Margaretha von Warnstädt. Neben Ziesendorf (746 ha) hatte er von 1701 bis 1713 Besitz in Lüsewitz (1408 ha) und in Gustävel mit Schönlage (1355 ha). Er war Herzoglich mecklenburgischer Landrat, Hofgerichtsassessor und Amtshauptmann zu Lübz und Crivitz. Seine Grabplatte befindet sich in der Stadtkirche Brüel. Sein 1662 in Brüel geborener Sohn Levin Detlef ist 1685 in Mähren als Herzoglich Braunschweig-lüneburgischer Leutnant im Krieg gegen die Türken gestorben. Sein Epitaph hängt in der Stadtkirche zu Brüel.
Zum 2. Mecklenburgischen Haus gehörte Hans von Petersdorff auf Witzin. Er war zweimal verheiratet und erlebte 33 Kinder und Enkelkinder. Ständig in Kriegsdiensten unterwegs, erwarb er 1625 Witzin (426 ha) und 1651 Lübzin (600 ha) mit Rechten an Boitin. In mecklenburgischen Diensten war er 1627 als Rittmeister Gesandter bei Wallenstein in Böhmen. Sein elfter 1642 in Witzin geborener Sohn Hans Georg von Petersdorf war von 1682 bis 1691 Provisor im Kloster Dobbertin.
Im Einschreibebuch des Klosters Dobbertin von 1696 bis 1918 befinden sich vier Eintragungen von Töchtern der Familien von Petersdorff von 1711 bis 1872 zur Aufnahme in das dortige adlige Damenstift. Das Bildwappen der 1747 ins Kloster gekommenen Konventualin Catharina Sophia von Petersdorffen aus dem Hause Witzin befindet sich an der südlichen Gebetsloge auf der Nonnenempore in der Klosterkirche.

### Das pommersche Geschlecht Petersdorff
Die pommerschen Petersdorff wurden mit Gisbertus und Wilhelmus de Petirsdorf im Jahre 1298 an der Universität Bologna erstmals urkundlich genannt. Bereits im 15. Jahrhundert sind die nach den Hauptgütern benannten und nicht in eine gesicherte zusammenhängende Stammlinie einzubettenden Linien Jacobsdorf, Großenhagen und Buddendorf nachweisbar.
Die pommerschen Petersdorff waren zunächst ausschließlich in Hinterpommern, überwiegend im Kreis Naugard begütert. Noch zu Beginn des 20. Jahrhunderts besaß die Familie dort Buddendorf (649 ha), Burow (172 ha), Großenhagen (790 ha), Jacobsdorf, Korkenhagen (155 ha), Lütkenhagen (515 ha), Matzdorf, Puddenzig (468 ha), Resehl (699 ha) und Speck.
Aus der Linie Buddendorf wurde der dänische Kammerherr Christian von Petersdorff (1762–1813) am 20. Juni 1810 in den dänischen Lehnsgrafenstand gehoben, nachdem ihm sein angeheirateter Onkel, Lehnsgraf Ulrik Wilhelm de Roespstorff seinen Besitz zu Kørup und Einsidelsborg überschrieb. Das dänische Haus ist mit Paul Ludvig von Petersdorff, († 1919) im Mannesstamm erloschen.

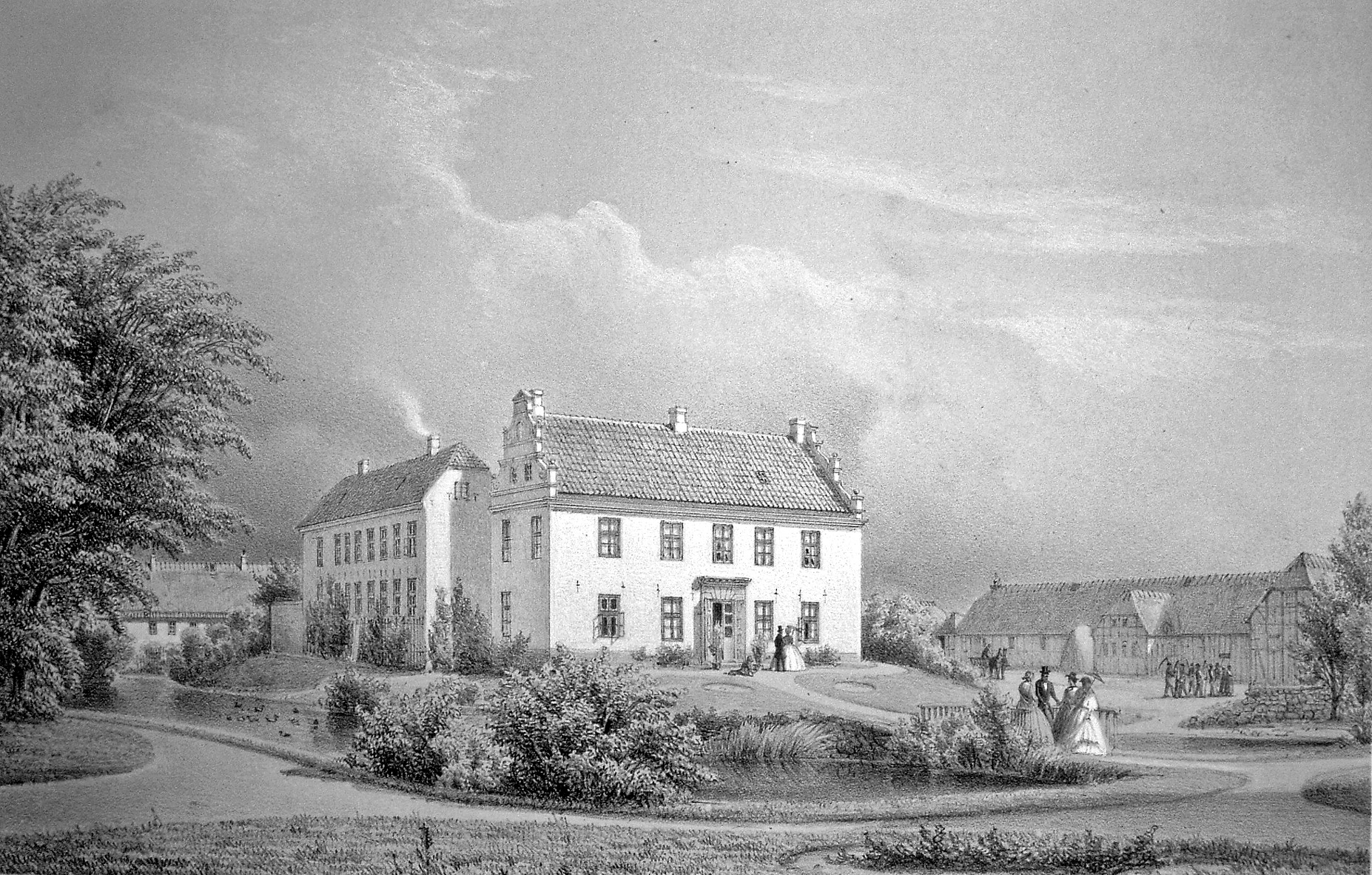
Das Hauptgebäude von Kørup (1861)
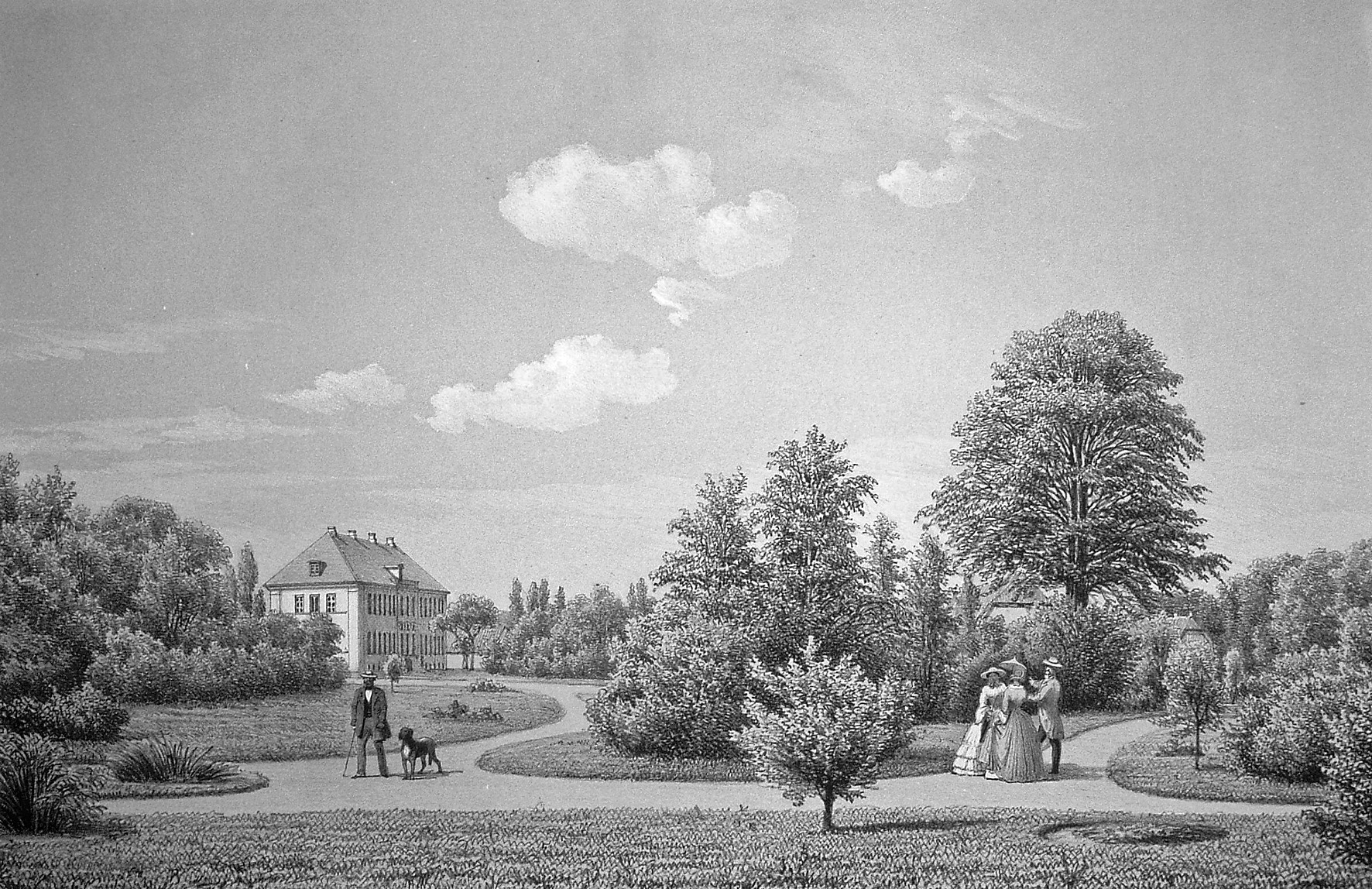
Das Herrenhaus Einsidelsborg (1861)

Die Linien Jacobsdorf und Großenhagen bestehen gegenwärtig fort.

## Wappen

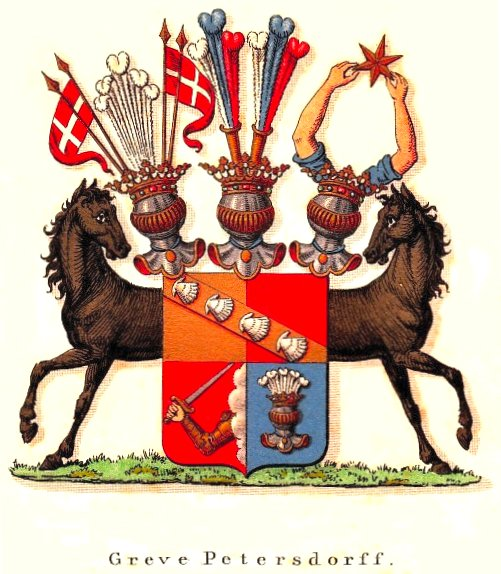
Gräfliches Wappen (1810) derer von Petersdorff (Pommern)

### Märkische Petersdorff
Das Wappen zeigt in Schwarz einen schwebenden silbernen Dachgiebel (Sparren mit zwei Querbalken). Auf dem Helm mit schwarz-silbernen Decken ein offener, rechts mit der Schildfigur belegter schwarzer Flug.

### Pommersche Petersdorff
Das Stammwappen zeigt in Rot einen mit fünf natürlichen Muscheln belegten goldenen Schrägrechtsbalken. Auf dem Helm mit rot-goldenen Decken zwei goldene Federköcher mit je drei (rot-gold-roten) Straußenfedern.
Das gräfliche Wappen (1810) ist geteilt; oben im von Gold und Rot gespaltenen Schild ein mit vier silbernen Muscheln belegter goldener Schrägrechtsbalken (Anlehnung an das Stammwappen); unten gespalten, rechts in Rot aus natürlichen Wolken am linken Rand hervorgehend ein gold geharnischter Schwertarm, links in Blau ein gold gekrönter Spangenhelm, bestückt mit sechs Straußenfedern. Drei Helme ohne Decken: rechts fünf silberne Straußenfedern zwischen vier mit einem silbernen Kreuz bezeichnete rote Fahnen (Danebrog) an goldenen Lanzen; mittig zwei goldene Köcher mit je drei (silber-blau-roten) Straußenfedern (Anlehnung an Helm des Stammwappen), links zwei wachsende, mit kurzen blauen Ärmeln bekleidete natürliche Arme, gemeinsam einen goldenen Stern haltend. Schildhalter: zwei schwarze Rosse.

## Bekannte Familienmitglieder
- Hans von Petersdorff (1585–1667), Geheimer Rat und 1627 als Rittmeister und mecklenburgischer Gesandter bei Wallenstein in Böhmen
- Georg Ernst von Petersdorff (1630–1710), mecklenburgischer Landrat, Hofgerichtsassessor und Amtshauptmann zu Lübz und Crivitz
- Hans Georg von Petersdorff (1642–1707), Provisor 1682–1693 im Kloster Dobbertin[11]
- Eggert Christian von Petersdorff (1707–1783), preußischer Generalleutnant
- Jobst Ludwig von Petersdorff (1708–1788), polnischer Oberst am Hofe in Warschau bei König August von Polen
- Christian Friedrich von Petersdorff (1775–1854), preußischer Major im Lützowschen Freikorps und preußischer Generalleutnant
- Friedrich von Petersdorff (1789–1862), preußischer Major, Landschaftsrat, Ehrenbürger von Kolberg[12]
- Ludwig von Petersdorff (1826–1889), preußischer Generalleutnant
- Ernst von Petersdorff (1841–1903), preußischer Generalleutnant
- Axel von Petersdorff (1861–1933), deutscher Generalleutnant
- Herman von Petersdorff (1864–1929), deutscher Historiker und Archivar
- Herbert von Petersdorff (1881–1964), deutscher Schwimmer
- Horst von Petersdorff (1892–1962), deutscher Offizier, SA-Brigadeführer sowie Freikorpsführer im Baltikum
- Griet von Petersdorff-Campen (* 1962), deutsche Fernsehjournalistin
- Winand von Petersdorff-Campen (* 1963), deutscher Journalist
- Dirk von Petersdorff (* 1966), deutscher Literaturwissenschaftler und Schriftsteller